# PGC 5059995
LEDA/PGC 5059995 ist eine spiralförmige Radiogalaxie vom Hubble-Typ Src pec im Sternbild Löwe auf der Ekliptik. Sie ist schätzungsweise 528 Millionen Lichtjahre von der Milchstraße entfernt und hat einen Durchmesser von etwa 120.000 Lichtjahren. Vom Sonnensystem aus entfernt sich das Objekt mit einer errechneten Radialgeschwindigkeit von näherungsweise 12.000 Kilometern pro Sekunde.
Im selben Himmelsareal befinden sich unter anderem die Galaxien NGC 2954, PGC 1458483, PGC 1460737, PGC 1464818.